# Andrej Preston
Andrej Preston (s psevdonimom Slonček), slovenski programer, ustanovitelj nekdanje BitTorrent strani suprnova.org in YouTuber, * okrog 1986
25. avgusta 2007 se je preselil v San Francisco v Kaliforniji, kjer je obiskoval Akademijo umetnosti. Od leta 2011 dalje ustvarja videe za svoj YouTube kanal The Infographics Show, ki temelji v ZDA, kjer razpravlja o zgodovini in aktualnih dogodkih.
Slovenska publikacija Mladina je novembra 2004 razkrila, da je star 18 let in da je bil dijak Waldorfske srednje šole v Ljubljani.
Potem ko je decembra 2004 zaprl stran Suprnova.org, je v začetku leta 2005 postal tarča policijske preiskave, v kateri so mu zasegli dva računalnika. Oktobra 2005 je tožilec napovedal opustitev obtožnice, računalnika pa so mu vrnili.
Andrej Preston je domeno suprnova.org podelil piratski spletni strani The Pirate Bay. Pirate Bay jo je znova zagnal 21. avgusta 2007. Tri leta kasneje jo je Preston pridobil nazaj, da tam ustvari nov spletni blog.